# Metal Gear Solid 2: Sons of Liberty
Metal Gear Solid 2: Sons of Liberty is een stealthspel voor de PlayStation 2 uit 2001. Het spel is onderdeel van de Metal Gear-serie en is ontwikkeld en uitgegeven door Konami. Het spel is wereldwijd ruim 2 miljoen keer verkocht.

## Plot
Het verhaal draait om een gigantische offshore-schoonmaakinstallatie die in handen wordt genomen door een groep terroristen genaamd de "Sons of Liberty". Ze eisen losgeld in ruil voor het leven van de president en dreigen de faciliteit op te blazen wat zal leiden tot een milieuramp. De protagonisten ontdekken een samenzwering die is opgezet door een geheime organisatie genaamd de Patriotten.

## Verhaal
Hoofdstuk Tanker
Het spel start met Snake, die met behulp van Otacon (een vriend uit het vorige spel), een gerucht van een mogelijke nieuwe Metal Gear natrekt, die door de marine zou ontwikkeld worden. Ze zitten niet meer in het leger, maar behoren tot "Philantropie", een groepering tegen massa vernietigingswapens. Snake infiltreert de tanker waar de Metal Gear zou moeten zitten (met een legendarische sprong van de Brooklyn-brug).
Maar dan komt de kat op de koord: de "vriendelijke" mariniers worden allemaal vermoord door terroristen die van Russische origine bleken te zijn, waarbij de terroristen door een zekere kolonel Gurlukovich worden geleid, een compagnon van Revolver Ocelot uit het vorige spel. In ijltempo wordt de hele tanker overgenomen, en dit zonder dat de mariniers die in de buik van het schip zitten dit merken.
Snake probeert zo snel mogelijk de Metal Gear te vinden, om er foto's van te maken voor de wereldpers. Maar hierna wordt de Metal Gear Ray, zoals hij genoemd werd, gekaapt door Ocelot. Ocelot laat het schip zinken en ontsnapt met de Metal Gear. De foto's van Snake werden de wereld rond gestuurd, maar door andere foto's werd Snake verantwoordelijk gehouden voor het zinken van het schip, waarbij hij zou verdronken zijn (hij was van de aardbol verdwenen). 
Hoofdstuk Big Shell
Twee jaar later: een groep terroristen met de naam Dead Cell heeft het Big Shell-schoonmaakbedrijf, niet ver van de kust van Manhattan NY, binnengedrongen. Deze faciliteit diende om de olie, die vrij kwam bij het zinken van die tanker 2 jaar geleden, op te ruimen. Ze dreigen de faciliteit op te blazen en zo een gigantische natuurramp te ontketenen (de chemicaliën voor het opruimen van de olie zouden vrijkomen). 
Kolonel Campbell, bekend uit het eerste deel, stuurt een soldaat onder de codenaam van Snake ter plaatse om Big Shell te infiltreren en de terroristen tegen te houden en de gijzelaars, waaronder de Amerikaanse president, te bevrijden. Maar terwijl men denkt dat het dé Snake is, doet hij in de lift zijn duikersmasker af: het is een rookie met wit haar. Zijn codenaam wordt veranderd naar Raiden, om 1 reden: Campbell zegt dat de leider van de terroristen niemand anders is dan (Solid)Snake, tot Raiden zijn grote ontsteltenis. 
Het duurt niet lang tot Raiden leden van Dead Cell tegenkomt: Fortune, die door geen kogel getroffen kan worden; Vamp, een Roemeniër die veel weg heeft van een vampier; Fatman, een expert in bommen leggen; Revolver Ocelot, een expert in schieten met revolvers en martelingen en Solidus Snake, een andere Snake.
Tegelijk met Vamp komt hij een van de weinig nog levende marinesoldaten tegen, die waren gestuurd ter interventie: Pliskin. Pliskin heeft ook een vriend heeft die hij Otacon noemt, dit is Solid Snake.
Het schoonmaakbedrijf bleek een dekmantel te zijn voor de ontwikkeling van een nieuwe Metal Gear. Deze zou ervoor moeten zorgen dat alle informatie, overal ter wereld, zou gecontroleerd en gefilterd kunnen worden.

## Ontvangst
Het spel werd zeer positief ontvangen en heeft op aggregatiewebsite Metacritic een score van 96%. Men prees de gameplay, graphics en vele details in het spel, maar er was enige verdeeldheid over de aanwezige politieke en maatschappelijke thema's.
Metal Gear Solid 2: Sons of Liberty wordt beschouwd als een van de beste computerspellen ooit, die destijds zijn tijd ver vooruit was. Het spel bevat thema's die later in de jaren 2010 relevant werden.

## Metal Gear Solid 2: Substance
Metal Gear Solid 2: Substance is een uitbreiding op Sons of Liberty die in 2002 uitkwam voor de Xbox en Windows.
Het spel bevat aanvullende spelmodi en bevat alle wijzigingen die in de Japanse en Europese versie zitten. Er zijn 350 VR-missies en 150 alternatieve missies toegevoegd, en de speler kan kiezen om te spelen als Solid Snake of als Raiden.

## HD-editie
Metal Gear Solid 2: Sons of Liberty - HD Edition is een geremasterde versie van Sons of Liberty in hogere kwaliteit. Het spel werd in 2011 uitgebracht voor de PlayStation 3 en Xbox 360, en voor de PlayStation Vita in 2012.
De belangrijkste wijzigingen in deze versie is de hogere beeldresolutie in 1280×720 pixels, evenals een 16:9 beeldverhouding. Ook bevat het de aanvullende inhoud van Substance.

## Trivia
- Het spel is opgenomen in het boek 1001 Video Games You Must Play Before You Die van Tony Mott.